# Paul Taylor (philosophe)
Pour les articles homonymes, voir Paul Taylor et Taylor.
Paul W. Taylor, né le 19 novembre 1923 et mort le 14 octobre 2015, est un philosophe reconnu pour ses travaux en éthique de l'environnement. Dans L'éthique du respect de la nature (1981), il s'est fait le défenseur d'un biocentrisme égalitariste, tablant sur une égale considération des hommes, des animaux et des plantes.
Taylor est professeur émérite en philosophie au Brooklyn College de l'université de la Ville de New York.

## L'éthique du respect de la nature
Dans L'éthique du respect de la nature (1981), Taylor critique l'anthropocentrisme, qui mesure la valeur de toutes choses en fonction de leur intérêt pour l'homme. Il lui oppose le biocentrisme, qui étend le cercle de l'éthique à l'ensemble des êtres vivants. La communauté morale n'est plus formée que de l'homme, mais de tous les êtres vivants. Il s'ensuit que nos obligations en tant qu'acteur du développement et des transformations environnementales ne sont plus seulement axées sur le bien-être de nos semblables, mais celui de tous les êtres vivants à nos côtés. Le fondement d'une telle éthique se trouve, selon Taylor, dans l'existence d'une valeur propre à tous les organismes vivants, et indépendante des préférences humaines.

## Une valeur intrinsèque
Le biocentrisme de Taylor repose sur le concept de « valeur intrinsèque », également utilisé par Hans Jonas: selon lui, les organismes vivants possèdent une valeur qui leur est propre et qui n'est nullement le fruit d'une préférence humaine. Préserver les êtres vivants (et de fait la nature) n'est plus simplement un choix, mais un devoir. La position de Taylor se caractérise par le respect de tout individu vivant, et non simplement de l'espèce en tant que telle. Pour lui, seuls les êtres individuels ont une valeur, ce qui n'est pas le cas d'entités qu'il considèrent comme abstraites, telles qu'une espèce ou un écosystème. La valeur d'un écosystème, pour lui, n'est que celle de la somme des entités qui le composent.
Taylor insiste sur le devoir de préservation. Les êtres vivants possèdent une valeur intrinsèque et il est de notre devoir de les préserver. Le seul fait qu'un organisme cherche à survivre, à s'adapter, et non à mourir démontre une valorisation de son existence. Taylor traite des organismes vivants comme "des centres téléologiques de vie". Un organisme possède une valeur indépendamment de tout acte d'évaluation.
Ce concept est central et fait de la préservation une nécessité morale. La question donc est de savoir si oui ou non un organisme est porteur d'une valeur sans un homme pour la lui attribuer.